# Alexandra-Therese Keining
Alexandra-Therese Keining (également nommée Alexandra Thérése Keining), née le 16 décembre 1976 à Lomma, est une écrivain, réalisatrice et scénariste suédoise qui vit à Stockholm.

## Filmographie
Scénarios
- 2002 : Hot Dog, long métrage
- 2011 : Kyss mig, long métrage
- 2011 : Elegia, court métrage
- 2015 : Pojkarna (Girls Lost), long métrage